# Dom Schminke
Dom Schminke (niem. Haus Schminke, grnłuż. Schminkowy dom) – modernistyczny dom (willa) projektu Hansa Scharouna, zlokalizowany w niemieckim Löbau. Należy do najwybitniejszych dzieł niemieckiego modernizmu.
Obiekt zbudowano w latach 1930-1933 dla fabrykanta makaronu Fritza Schminkego i jego małżonki – Charlotte. Służyć miał dwójce dorosłych, czwórce dzieci i dwóm ewentualnym gościom. Przestronne wnętrza zostały wypracowane z użyciem licznych linii krzywych i obłych płaszczyzn. Dom w swoisty sposób spływa ku ogrodowi, tworząc z nim zazębioną przestrzeń. Wystrój wnętrz był zaprojektowany ściśle na potrzeby tego budynku, tak pod względem układu, form, jak i kolorystyki. 
Rodzina została po II wojnie światowej wywłaszczona, gdyż ściśle współpracowała z Wehrmachtem (zaopatrzenie). W 1978 dom wpisano do rejestru zabytków.